# Кирил Василев (генерал-майор)
Вижте пояснителната страница за други личности с името Кирил Василев.
Кирил Иванов Василев е български офицер, генерал-майор.

## Биография
Роден е на 21 ноември 1950 г. в кюстендилското село Шатрово. Завършва Висшето народно военно училище във Велико Търново през 1973 г. като първенец на випуска. Първоначално е командир на взвод, а след това на рота във Военното училище във Велико Търново. От 1975 г. е вербуван за агент на трето управление на Държавна сигурност. Свален е от действащите отчети на 31 май 1991 г. През 1982 г. завършва Оперативно-тактически факултет на Военната академия в София със златен медал. През 1995 г. завършва Генералщабния факултет на същата академия. Бил е началник на отдел „Бойна подготовка и пунктове за управление“ в оперативно управление на Генералния щаб. На 27 август 1996 г. е назначен за началник на Канцеларията на началника на Генералния щаб, считано от 1 септември 1996 г., на която служба е до 31 януари 1997 г. На 22 април 1997 г. е удостоен с висше военно звание генерал-майор. До 7 юли 2000 г. е секретар на президента на Република България Петър Стоянов по въпросите на националната отбрана. На 7 юли 2000 г. е удостоен с висше военно звание генерал-майор и назначен за командир на Първи армейски корпус.
На 6 юни 2002 г. е освободен от длъжността командир на 1-ви армейски корпус и назначен за командир на 2-ри армейски корпус. На 25 април 2003 г. е освободен от длъжността командир на 2-ри армейски корпус и назначен за лавен инспектор на Министерството на отбраната. На 4 май 2005 г. е назначен за Главен инспектор на Министерството на отбраната. На 25 април 2006 г. е освободен от длъжността главен инспектор на Министерството на отбраната, считано от 1 юни 2006 г.

## Военни звания
- Генерал-майор с 1 звезда (22 април 1997)
- Генерал-майор с 2 звезди (7 юли 2000)